# Andante et Allegretto
Andante et Allegretto est, bien qu'elle n'en porte pas le nom, la première pièce pour quatuor à cordes du compositeur hongrois György Ligeti, composé en 1950.

## Contexte historique
L'œuvre a été écrite en 1950. La première en a été donnée le 28 juillet 1994 lors du Festival de Salzbourg par le quatuor Arditti. Il se compose de 4 mouvements, sans interruption, chacun pouvant être divisé en deux sections et la durée d'exécution est d'environ treize minutes.
1. Andante cantabile
2. Allegretto poco capriccioso